# Un profeta
Un profeta (en francés: Un prophète) es una película francesa dramática de 2009 dirigida por Jacques Audiard. Fue ganadora del Gran Premio del Jurado en Cannes en 2009 y candidata a los Oscar a la Mejor película en lengua extranjera en 2010, perdiendo ante el film argentino El secreto de sus ojos.
El realizador quiso apostar por intérpretes con poca experiencia delante de las cámaras, pero quizá nunca pensó en la sorpresa que ha supuesto la actuación de Tahar Rahim, ganador del Premio del Cine Europeo al mejor actor. Junto a él, el veterano Niels Arestrup, Adel Bencherif, Reda Kateb o Hichem Yacoubi. Un profeta triunfó también en los Premios César y logró un BAFTA a la mejor película de habla no inglesa, además de participar en festivales de proyección internacional como el Festival de Sundance, San Sebastián, Toronto, Sevilla, Róterdam, Telluride, Mar del Plata, Estambul, Vancouver, Dubái, Viennale y Estoril.

## Sinopsis
Malik El Djebena todavía no ha cumplido los 20 años y ya ha sido condenado a una larga pena de cárcel. No sabe ni leer ni escribir, pero esos detalles realmente no importan cuando te has convertido en el hombre más frágil de la prisión. Solo y marginado por la dura banda de los corsos, el chico debe cumplir una serie de misiones para ganarse la confianza del cabecilla. Lo que nadie sabe es que Malik aprende rápido y esa capacidad, unida a su valentía, le llevará a organizar sus propios planes.

## Reparto
- Tahar Rahim : Malik El Djebena
- Niels Arestrup : César Luciani
- Adel Bencherif : Ryad
- Reda Kateb : Jordi
- Hichem Yacoubi : Reyeb
- Jean-Philippe Ricci : Vettori
- Gilles Cohen : Prof
- Pierre Leccia : Sampierro

## Producción
La película está producida por Why Not Productions, France Télévisions y Groupe Canal+, entre otras.

### Presupuesto y recaudación
Contó con un presupuesto de 13 millones de dólares, y lleva recaudados casi 18 millones en todo el mundo.

### Calificación por edades
Al ser una película con escenas y fondo violentos no recibió en ningún país una calificación de «apta para todos los públicos», variando la edad mínima entre los 14 de Suiza y los 18 de Brasil, por ejemplo.

### Banda sonora
La música original de la película está escrita por Alexandre Desplat. La banda sonora incluye además las canciones: Corner of my Room de Turner Cody; Bridging the Gap de Nas; Runeii de Talk Talk; Take Me Home With You, Baby de Jessie Mae Hemphill; y Mack The Knife, en versión de Jimmie Dale Gilmore.

### Estreno
Un profeta tuvo su primer pase con público en el Festival de Cannes, el 16 de mayo de 2009. Mientras era exhibida en numerosos festivales, comenzó su carrera comercial en Francia y Bélgica el 26 de agosto de 2009. A finales de 2009 se estrenó en países como Rusia, Hungria, España, Grecia y Portugal. Durante el año 2010 siguió siendo estrenada por todo el mundo: Líbano, Suiza, Reino Unido, Hong Kong, Países Bajos Australia, Emiratos Árabes Unidos, etc...

## Curiosidades
Para asegurar la autenticidad de la película, Jacques Audiard contó con ex convictos, tanto como actores como en funciones de asesoramiento.
Originalmente la película iba a llamarse You Gotta Serve Somebody, como la canción de Bob Dylan en la que este explica como seamos quienes seamos y cómo seamos, siempre nos vemos obligados a acabar "sirviendo" a alguien. Pero el director no encontró una traducción satisfactoria al francés.

## Controversia
Tras ser presentada en Cannes la película, parte del nacionalismo corso protestó contra lo que consideraban una película «racista (...) y que mantiene la confusión entre los activistas políticos y los matones». Incluso Jean-Guy Talamoni presentó una moción a la Asamblea de Córcega, para que protestara por la imagen que daba la película de Córcega y los corsos.

## Recepción
La acogida de la crítica y del público a la película fue muy favorable. Críticas como las de Carlos Boyero para El País («Te tiene en estado de hipnosis (...) La violencia de esta película no lleva tramposos adornos sino que hace daño al espectador. (...) te fascina y te da miedo.»), de Luis Martínez en El Mundo («Un drama carcelario libre de empeños, esquematismos, gestos manidos (...) para no perder el tiempo en adjetivos: una obra maestra (...) Señoras y señores, esto es cine.»), de Kenneth Turan para Los Angeles Times («La magistral Un prophète es una respuesta a la plegaria de aquellos que creen que revitalizar formas clásicas con actitudes modernas es la forma de cine más poderosa.»), o de Peter Travers en Rolling Stone («El director Jacques Audiard logra algo asombroso con la desafiante poesía de su visión. Un prophète es un nuevo clásico del género criminal.») son claramente elogiosas. Algo más tibia es la respuesta de, por ejemplo, Oti Rodríguez Marchante en ABC, «Se hace morosa, densa, oscura y reiterativa (...) el espectador no acaba de identificarse [con el protagonista], y ello le impide ser una película cercana, respirable. (...) Es elocuente, y astuta, y reveladora, y fría.».
En FilmAffinity la película recibió una valoración de 7.5/10, con más de 26000 votos populares y 132 críticas de medios. En IMDb la calificación es de 7.8/10 con más de cien mil opiniones. En Metacritic los resultados también son muy favorables, con 90 de valoración profesional reflejada en 31 críticas, y 176 reseñas de público con una media de 8.3/10. Y rn Rotten Tomatoes el largometraje obtiene un 96% entre la crítica y un 89% entre el público, con 163 y más de 25000 reseñas respectivamente.

## Premios
* Fuente: Página de la película en FilmAffinity. 
| Año  | Premio o festival                                   | Categoría                                      | Nominado                                                                 | Resultado |
| ---- | --------------------------------------------------- | ---------------------------------------------- | ------------------------------------------------------------------------ | --------- |
| 2009 | Festival de Cannes                                  | Palma de Oro                                   | Jacques Audiard                                                          | Nominado  |
| 2009 | Festival de Cannes                                  | Gran Premio del Jurado                         | Jacques Audiard                                                          | Ganador   |
| 2009 | Premios del Cine Europeo                            | Mejor actor europeo                            | Tahar Rahim                                                              | Ganador   |
| 2009 | Premios del Cine Europeo                            | Mejor película europea                         | Jacques Audiard                                                          | Nominado  |
| 2009 | Premios del Cine Europeo                            | Mejor dirección                                | Jacques Audiard                                                          | Nominado  |
| 2009 | Premios del Cine Europeo                            | Mejor guion                                    | Jacques Audiard y Thomas Bidegain                                        | Nominados |
| 2009 | Premios del Cine Europeo                            | Mejor fotografía                               | Stéphane Fontaine                                                        | Nominada  |
| 2009 | Premios del Cine Europeo                            | Premio a la excelencia por el diseño de sonido | Brigitte Taillandier, Francis Wargnier, Jean-Paul Hurier y Marc Doisne   | Ganadores |
| 2009 | Premios Independent Spirit                          | Mejor película extranjera                      | Jacques Audiard                                                          | Nominado  |
| 2009 | Festival de Sevilla                                 | Gran premio del público en la Sección EFA      | Jacques Audiard                                                          | Ganador   |
| 2009 | National Board of Review                            | Mejor película extranjera                      | Jacques Audiard                                                          | Ganador   |
| 2009 | Premio Louis Delluc                                 | Mejor película                                 | Jacques Audiard                                                          | Ganador   |
| 2010 | Premios Óscar                                       | Mejor película extranjera                      | Jacques Audiard                                                          | Nominado  |
| 2010 | Premios Globos de Oro                               | Mejor película en lengua no inglesa            | Jacques Audiard                                                          | Nominado  |
| 2010 | Premios BAFTA                                       | Mejor película de habla no inglesa             | Jacques Audiard                                                          | Ganador   |
| 2010 | Premios César                                       | Mejor película                                 | Jacques Audiard                                                          | Ganador   |
| 2010 | Premios César                                       | Mejor dirección                                | Jacques Audiard                                                          | Ganador   |
| 2010 | Premios César                                       | Mejor actor                                    | Tahar Rahim                                                              | Ganador   |
| 2010 | Premios César                                       | Mejor actor secundario                         | Niels Arestrup                                                           | Ganador   |
| 2010 | Premios César                                       | Mejor revelación masculina                     | Tahar Rahim                                                              | Ganador   |
| 2010 | Premios César                                       | Mejor revelación masculina                     | Adel Bencherif                                                           | Ganador   |
| 2010 | Premios César                                       | Mejor guion original                           | Jacques Audiard, Thomas Bidegain, Abdel Raouf Dafri y Nicolas Peufaillit | Nominados |
| 2010 | Premios César                                       | Mejor música original                          | Alexandre Desplat                                                        | Nominado  |
| 2010 | Premios César                                       | Mejor fotografía                               | Stéphane Fontaine                                                        | Ganador   |
| 2010 | Premios César                                       | Mejor montaje                                  | Juliette Welfling                                                        | Ganadora  |
| 2010 | Premios César                                       | Mejor decorado                                 | Michel Barthélemy                                                        | Ganador   |
| 2010 | Premios César                                       | Mejor vestuario                                | Virgine Montel                                                           | Nominada  |
| 2010 | Premios César                                       | Mejor sonido                                   | Brigitte Taillandier, Francis Wargnier y Jean-Paul Hurier                | Nominado  |
| 2010 | National Society of Film Critics                    | Mejor película extranjera                      | Jacques Audiard                                                          | Nominado  |
| 2010 | Asociación de Críticos de Cine de Los Ángeles       | Mejor actor secundario                         | Niels Arestrup                                                           | Ganador   |
| 2010 | Premios del Sindicato de Críticos de Cine Franceses | Mejor película                                 | Jacques Audiard                                                          | Ganador   |
| 2010 | Premio David de Donatello                           | Mejor película europea                         | Jacques Audiard                                                          | Nominado  |
| 2010 | Asociación de Críticos de Cine de Chicago           | Mejor intérprete revelación                    | Tahar Rahim                                                              | Nominado  |
| 2010 | Asociación de Críticos de Cine de Chicago           | Mejor película extranjera                      | Jacques Audiard                                                          | Ganador   |
| 2010 | Fotogramas de Plata                                 | Mejor película extranjera                      | Jacques Audiard                                                          | Ganador   |
| 2010 | Premios Lumières                                    | Mejor actor                                    | Tahar Rahim                                                              | Ganador   |
| 2010 | Premios Lumières                                    | Mejor dirección                                | Jacques Audiard                                                          | Ganador   |
| 2010 | Premios Lumières                                    | Mejor película                                 | Jacques Audiard                                                          | Nominado  |
| 2010 | Premios Lumières                                    | Mejor guion                                    | Thomas Bidegain, Jacques Audiard, Nicolas Peufaillit y Abdel Raouf Dafri | Nominados |
| 2010 | Étoiles d'Or                                        | Mejor película                                 | Jacques Audiard                                                          | Ganador   |
| 2010 | Étoiles d'Or                                        | Mejor revelación masculina                     | Tahar Rahim                                                              | Ganador   |
| 2010 | Étoiles d'Or                                        | Mejor dirección                                | Jacques Audiard                                                          | Ganador   |
| 2010 | Étoiles d'Or                                        | Mejor guion                                    | Thomas Bidegain, Jacques Audiard, Nicolas Peufaillit y Abdel Raouf Dafri | Ganadores |
| 2010 | Étoiles d'Or                                        | Mejor música original                          | Alexandre Desplat                                                        | Ganador   |
| 2011 | Premios Goya                                        | Mejor película europea                         | Jacques Audiard                                                          | Nominado  |